# 伊佐嘉矩
伊佐 嘉矩（いさ よしのり、1993年2月16日 - ）は、日本の十種競技選手、TBS『SASUKE』の有力選手。ホリプロ所属。株式会社ISA party代表。

## 来歴
大阪府堺市出身。
堺市立湊西小学校（現・堺市立新湊小学校）、堺市立大浜中学校、大阪府立泉陽高等学校を卒業後、教師を目指して大阪教育大学に進学し成績優秀で学長表彰されるも「教壇に立つのは早い」と思い同大学大学院に進学し修了。「子どもの夢をサポートしたい」と2018年に高校の体育教師になったが、夢を持っていない生徒が多いことに衝撃を受け、多くの生徒の人生に影響を与えるべく2年で教師を退職。十種競技の実業団選手の道に進んだ。
2018年11月、TBS『SASUKE』に山田勝己率いる「山田軍団 黒虎」のメンバーとして初出場。1st STAGEリタイアを喫するも、第37・38回大会は続けて3rd STAGEまで進出。
2019年5月8日、子どもたちに挑戦することの夢や楽しさを教える「株式会社ISA party」を設立し代表を務める。
2021年6月、黒虎を電撃脱退。
2022年4月、NewSPO.からホリプロに移籍。

## 人物
身長174cm 体重75kg。体脂肪率は9%。既婚で一児の父。
大学の陸上競技は我流で行い、全国大会に出場した。
自分の本来の身体能力を試すため、『SASUKE』に特化した練習はぶら下がり系以外全く行わない。

## 競技歴
- 2015年：西日本インカレ 2位
- 2016年：全日本インカレ 10位（やり投、1500m走は1位）
- 2017年：第16回世界陸上選手権大会代表選手選考会 14位
- 2017年：第101回日本陸上競技選手権大会・第16回世界陸上選手権大会選考競技会 15位
- 2019年：日本ランキング 54位
- 2020年：日本ランキング 33位
- 2021年：日本ランキング 17位

## SASUKEでの戦歴
第36回に初出場。1stステージの第2エリア・ローリングヒルの下り部分でローラーを回し落水（ゼッケン57）。
第37回は前回阻まれたローリングヒルを突破し6.59秒残しで初の1stクリア。2ndステージも6.82秒残しでクリア。3rdステージはクリフハンガーディメンションの1回目の飛び移りに失敗しリタイア（ゼッケン48）。
第38回は1stを19.32秒残しで佐藤惇に次ぐ2位のタイムでクリア。2ndは0.44秒残しでギリギリクリア。3rdではスタートエリアのフライングバーで2回目の飛び移りに成功したものの、左側に寄り過ぎてしまい、体勢を整えていた矢先に右側のトレイからバーが外れ、よもやのリタイア（ゼッケン50、公式YouTubeオリジナル版）
第39回では前述の通り「黒虎」を脱退し、和田アキ子が結成した「赤虎」のメンバーとして登場。1st・2ndはクリアを果たすが、3rdでは新エリアであるスイングエッジの最初の飛び移りにおいて、裏側にある赤い突起ではない部分を正面から掴んでしまい、ルール違反として失格となった（ゼッケン55）。
第40回では先述の「赤虎」の存在がなくなり、「元・山田軍団」の肩書きで登場。1stは14.55秒残し、2ndは6.97秒残しでクリアし4大会連続の3rd進出。3rd最初の競技者となる。サイドワインダーは4本目への移行で手が外れるが背中から着地し辛うじて攻略。しかし続くスイングエッジにて最初の飛び移りで反動をつける際に足場に触れたため、勢いが足りず突起を掴み損ね落水。2大会連続同ステージでのリタイアとなった（ゼッケン3924）
大会別成績
| 大会       | ゼッケン | STAGE | 記録                         | 備考                              |
| ---------- | -------- | ----- | ---------------------------- | --------------------------------- |
| 第36回大会 | 57       | 1st   | ローリングヒル               | 下り部分                          |
| 第37回大会 | 48       | 3rd   | クリフハンガーディメンション | 1本目→2本目                       |
| 第38回大会 | 50       | 3rd   | フライングバー               | 2→3皿目、跳躍後                   |
| 第39回大会 | 55       | 3rd   | スイングエッジ               | 1→2個目、突起以外の部分を掴み失格 |
| 第40回大会 | 3924     | 3rd   | スイングエッジ               | 1→2個目                           |

通算成績
| 出場数 | 2nd進出 | 3rd進出 | FINAL進出 | 最優秀成績 |
| ------ | ------- | ------- | --------- | ---------- |
| 5回    | 4回     | 4回     | 0回       | 0回        |

- 2022年 第40回大会終了時点

## 出演
- SASUKE（TBS）
- スッキリ（日本テレビ）- コメンテーター

### 動画
1. ↑   (日本語) 黒虎軍団 『学力テスト』～算数・国語・英語～ 2022年9月30日閲覧。
2. 1 2   (日本語) 【絶望】SASUKE最強男 伊佐嘉矩が味わったドン底 2022年9月30日閲覧。
3. ↑   (日本語) 【ミスターSASUKE】山田勝己の最終兵器！巻き起こせ黒虎旋風！【SASUKE】 2022年9月30日閲覧。
4. ↑   (日本語) 【信念】3年連続3rd進出の伊佐嘉矩がSASUKEの練習をほとんどしない理由【SASUKE40回記念大会開催決定】 2022年9月30日閲覧。
5. ↑   (日本語) 【ミスターSASUKE】山田勝己の最終兵器！巻き起こせ黒虎旋風！【SASUKE】 2022年9月30日閲覧。